# Liste der Monuments historiques in Vic-sur-Seille
Die Liste der Monuments historiques in Vic-sur-Seille führt die Monuments historiques in der französischen Gemeinde Vic-sur-Seille auf.

## Liste der Bauwerke
| Bezeichnung               | Beschreibung                                                           | Standort                                   | Kennzeichnung | Schutzstatus | Datum | Bild           |
| ------------------------- | ---------------------------------------------------------------------- | ------------------------------------------ | ------------- | ------------ | ----- | -------------- |
| Château de Vic-sur-Seille | Toranlage, zweite Hälfte des 14. Jahrhunderts                          | Place Mesny (Lage)                         | PA00107024    | Classé       | 1930  | weitere Bilder |
| Karmeliterkloster         | um 1680 erbaut                                                         | Place du Palais Rue des Prisons (Lage)     | PA00107025    | Inscrit      | 1986  | weitere Bilder |
| Kirche St-Marien          | Tympanon des Südportals, 1308; Kirche aus dem 15. Jahrhundert          | Rue de l’Église (Lage)                     | PA00107026    | Inscrit      | 2015  | weitere Bilder |
| Wohnhaus                  | aus dem 15. Jahrhundert                                                | 44 place Jeanne-d’Arc Rue du Palais (Lage) | PA00107027    | Inscrit      | 1981  | weitere Bilder |
| Wohnhaus                  | Fachwerkhaus, Anfang des 16. Jahrhunderts, im 18. Jahrhundert umgebaut | 4 rue Haute (Lage)                         | PA00125541    | Inscrit      | 1993  |                |
| Hôtel de la Monnaie       | ehemalige bischöfliche Münze, bezeichnet 1456; heute Museum            | 6 place du Palais (Lage)                   | PA00107028    | Classé       | 1930  | weitere Bilder |

## Liste der Objekte
| Bezeichnung                                                 | Beschreibung | Standort                       | Kennzeichnung | Schutzstatus   | Datum | Bild |
| ----------------------------------------------------------- | --- | ------------------------------ | ------------- | -------------- | ----- | ---- |
| Gemälde Unbefleckte Empfängnis                              | | in der Kirche St-Marien (Lage) | PM57001015    | Inscrit        | 1979  |      |
| Ziborium                                                    | Goldschmiedearbeit, zwischen 1716 und 1720 | in der Kirche St-Marien (Lage) | PM57000928    | Inscrit        | 1996  |      |
| Ziborium                                                    | Goldschmiedearbeit, 1780 | in der Kirche St-Marien (Lage) | PM57000929    | Inscrit        | 1996  |      |
| Ziborium                                                    | Goldschmiedearbeit, Anfang des 18. Jahrhunderts | in der Kirche St-Marien (Lage) | PM57000930    | Inscrit        | 1996  |      |
| Skulptur Madonna mit Kind                                   | Kalkstein, farbig gefasst, Mitte des 15. Jahrhunderts | in der Kirche St-Marien (Lage) | PM57000392    | Classé         | 1975  |      |
| Skulptur Heiliger Ivo                                       | Holz, farbig gefasst, Anfang des 16. Jahrhunderts | in der Kirche St-Marien (Lage) | PM57000393    | Classé         | 1975  |      |
| Skulptur Notre-Dame-d’Alyn                                  | Holz, farbig gefasst, Ende des 12. Jahrhunderts | in der Kirche St-Marien (Lage) | PM57000396    | Classé         | 1977  |      |
| Gemälde Der heilige Pierre Fourier wird von Engeln entrückt | Ölfarbe auf Leinwand,vergoldeter Holzrahmen, 18. Jahrhundert | in der Kirche St-Marien (Lage) | PM57000401    | Classé         | 1980  |      |
| Skulptur Madonna mit Kind                                   | Alabaster, 18. Jahrhundert; zugehörig PM57000642 | in der Kirche St-Marien (Lage) | PM57000641    | Classé         | 1975  |      |
| Reliquiar der heiligen Prisca                               | als Sockel für die Alabaster-Madonna gestaltet; Holz, farbig gefasst und vergoldet, 18. Jahrhundert                                                                                | in der Kirche St-Marien (Lage) | PM57000642    | Classé         | 1975  |      |
| Skulpturengruppe Grablegung                                 | Fragmente zweier Skulpturen; Stein, farbig gefasst, 15. Jahrhundert | im Hôtel de la Monnaie (Lage)  | PM57000533    | Classé Inscrit | 1994  |      |
| Wandvertäfelung                                             | mit drei Gemälden und zwei Reliquiaren; Holz, teilweise vergoldet, sowie Ölfarbe auf Leinwand, 18. Jahrhundert                                                                     | in der Kirche St-Marien (Lage) | PM57000399    | Classé         | 1980  |      |
| Skulptur Prager Jesuskind                                   | Holz, farbig gefasst, Textilien, 17. oder 18. Jahrhundert | in der Kirche St-Marien (Lage) | PM57000704    | Classé         | 2008  |      |
| Skulptur Der heilige Simeon mit dem Jesuskind               | Kalkstein, 18. Jahrhundert | in der Kirche St-Marien (Lage) | PM57000837    | Inscrit        | 1975  |      |
| Skulptur Der heilige Christophorus mit dem Jesuskind        | Holz, farbig gefasst, zweite Hälfte des 17. Jahrhunderts | in der Kirche St-Marien (Lage) | PM57000839    | Inscrit        | 1986  |      |
| Pietà                                                       | Holz, farbig gefast und vergoldet, 15. Jahrhundert | in der Kirche St-Marien (Lage) | PM57000835    | Inscrit        | 1975  |      |
| Skulptur Heiliger Franziskus                                | Holz, farbig gefast, 17. Jahrhundert | in der Kirche St-Marien (Lage) | PM57000836    | Inscrit        | 1975  |      |
| Skulptur Heiliger Livarius                                  | Holz, farbig gefast, 18. Jahrhundert | in der Kirche St-Marien (Lage) | PM57000838    | Inscrit        | 1975  |      |
| Kanzel                                                      | Eichenholz, 16. Jahrhundert | in der Kirche St-Marien (Lage) | PM57000391    | Classé         | 1975  |      |
| Hochrelief Maria Magdalena                                  | Kalkstein, 17. Jahrhundert | in der Kirche St-Marien (Lage) | PM57000854    | Inscrit        | 1977  |      |
| Ornat der Dominikaner                                       | liturgische Gewänder; Seide, bestickt, 17. Jahrhundert | in der Kirche St-Marien (Lage) | PM57000394    | Classé         | 1975  |      |
| Skulptur Seliger Bernhard von Baden                         | Holz, farbig gefast, 17. Jahrhundert | in der Kirche St-Marien (Lage) | PM57000397    | Classé         | 1977  |      |
| Hauptaltar                                                  | Altartisch mit Altaraufbau und Tabernakel: Holz, farbig gefasst und vergoldet, 18. Jahrhundert; Altarkreuz und sechs Altarleuchter: Metall, versilbert, Mitte des 19. Jahrhunderts | in der Kirche St-Marien (Lage) | PM57000398    | Classé         | 1980  |      |
| Antependium                                                 | Seide, bestickt, Metallfaden, 17. Jahrhundert | in der Kirche St-Marien (Lage) | PM57000640    | Classé         | 1975  |      |
| Skulptur Mater dolorosa                                     | Kalkstein, 15. Jahrhundert | in der Kirche St-Marien (Lage) | PM57000834    | Inscrit        | 1975  |      |
| Skulptur Heiliger Franziskus von Assisi                     | Stein, 17. Jahrhundert | in der Kirche St-Marien (Lage) | PM57000840    | Inscrit        | 1986  |      |
| Gemälde Heiliger Thomas                                     | | im Pfarrhaus (Lage)            | PM57001016    | Inscrit        | 1979  |      |
| Kasel                                                       | Seide, bestickt, Anfang des 19. Jahrhunderts | in der Kirche St-Marien (Lage) | PM57000643    | Classé         | 1980  |      |
| Kruzifix                                                    | Holz, farbig gefasst, 15. oder 16. Jahrhundert | in der Kirche St-Marien (Lage) | PM57000395    | Classé         | 1975  |      |
| Dreifaltigkeitskapelle                                      | Altartisch, Retabel, zwei Reliquiare und Kapellenschranke; Kalkstein, Marmor, Holz, teilweise vergoldet, 17. und 18. Jahrhundert                                                   | in der Kirche St-Marien (Lage) | PM57000400    | Classé         | 1980  |      |